# Milton Wolff
Milton 'Milt' Wolff (Brooklyn, Nova York, 7 d'octubre del 1915 – Berkeley, Califòrnia, 14 de gener del 2008) va ser un voluntari de l’Abraham Lincoln Brigade nord-americana a la Guerra Civil espanyola, on fou el darrer comandant de l'emblemàtic Batalló Lincoln de la XV Brigada Internacional i un important activista social.

## Anys de joventut
Va néixer en una família immigrada de classe obrera i d'origen jueu a Brooklyn, Nova York. Milton inicià la seva activitat política a la Young Communist League i s'afilià al Partit Comunista dels Estats Units durant la Gran Depressió.

## La Guerra d'Espanya
A primers del 1937, Wolff va marxar a les Brigades Internacionals que s'estaven constituint per a participar en la Guerra Civil espanyola en la lluita contra els règims feixistes que s'anaven establint a Europa. Arribà a la base d'entrenament de les Brigades a Albacete el mes de març. Pacifista i amb notables inquietuds intel·lectuals, va mirar primer de participar com a membre dels serveis sanitaris, però de seguida, les enormes pèrdues humanes de les Brigades Internacionals a la batalla del Jarama, el portaren a convertir-se en soldat.
En el replegament de les tropes republicanes després de la retirada d'Aragó, el capità Milton Wolff quedà momentàniament darrere les línies enemigues sense poder travessar l'Ebre amb la resta dels seus companys. Estigué durant una temporada amagat, sobrevivint gràcies a l'ajut dels pagesos, fins que travessà el riu nedant i comparegué amb els seus companys a Chabola Valley, campament de la Brigada Lincoln a Marçà, on fou acollit com un autèntic heroi pels seus camarades.
Després d'uns anys combatent a les batalles de Brunete, Belchite i Terol, la Brigada havia perdut dos veterans oficials, Dave Doran i Robert Hale Merriman a Gandesa durant la retirada d'Aragó i Wolff va ser nomenat comandant del Batalló Lincoln-Washington durant els mesos de preparació de la batalla de l'Ebre a la zona de Marçà (Priorat).
Wolff deixà Espanya el novembre del 1938, quan les Brigades Internacionals foren desmobilitzades.

## La Segona Guerra Mundial
El 1940, Wolff s'oferí als serveis secrets britànics de l'Special Operations Executive i treballà per a aconseguir armes a les organitzacions resistents al nazisme durant la Segona Guerra Mundial. Quan els Estats Units entraren en el conflicte, Wolff s'allistà a la Infanteria el mes de juny del 1942.
Entrà en acció fins a finals del 1943 a Burma. Llavors, el General "Wild Bill" Donovan el conegué i l'assignà a l'O.S.S. per treballar amb els partisans anti-feixistes en la Itàlia ocupada.

## Els darrers anys
Wolff comparegué davant el Comitè d'activitats anti-americanes per defensar els "Veterans de l'Abraham Lincoln Brigade" (VALB) de ser considerats una organització d'agitació comunista. Quan Wolff justificà les seves accions, va fer-ho recordant els seus orígens:
| «              | I am Jewish, and knowing that as a Jew we are the first to suffer when fascism does come, I went to Spain to fight against it ("Sóc jueu i sabent que com a jueus fórem els primers en patir el feixisme, me'n vaig anar a Espanya a lluitar-hi") | » |
| — Milton Wolff | |   |

Wolff participà més tard en una campanya contra l'apartheid a Sud-àfrica i recollí diners per aconseguir ambulàncies pels sandinistes de Nicaragua els anys 80.

## Llibres de Milton Wolff
Milton escrigué tres novel·les autobiogràfiques documentant la seva vida:
- Another Hill: An Autobiographical Novel (1994; University of IIlinois Press, 2001), ISBN 978-0252069833. Wolff hi narra les seves experiències durant la Guerra d'Espanya.[6]
- A Member of the Working Class  (iUniverse, 2005), ISBN 978-0595372676. Llibre sobre els seus primers anys a Nova York.
- The Premature Anti-Fascist, on descriu les seves experiències posteriors a la guerra.